# 震度0
『震度0』（しんどゼロ）は、横山秀夫による日本の小説。2007年8月12日にWOWOWのドラマWでテレビドラマ化された。

## 内容
1995年1月17日、阪神・淡路大震災が発生した。同じくして、某県警察署では警務課長である不破の失踪事件が起きた。上司で野心家の冬木は、県警最高幹部6人で捜索を協議する中、叩き上げの藤巻は、警務課内だけで事件を解決しようとする冬木より先に真相をつかもうとしていた。やがて不破が若い女性と会っていたこと、失踪に4年前の県議選や逃亡中の殺人犯と関係がありそうなことなどが分かってくる。出世、退職後の天下り先など、6人の男達の思惑が絡み合う中、不破の失踪は思いがけない方向へ転がり始める。

## 登場人物
冬木優一県警のナンバー2で人事を預かる警務部長。知的だが野心家で警察庁長官を目指すキャリア。

## テレビドラマ
WOWOWのオリジナルドラマ製作プロジェクト・ドラマWの作品として製作された。主演は上川隆也、監督は水谷俊之。横山の別の著作『ルパンの消息』も同じ主演・監督で2008年に映像化されている。

### 出演者
- 冬木優一：上川隆也
- 藤巻昭宣：國村隼
- 椎野勝巳：渡辺いっけい
- 倉本忠：升毅
- 間宮民男：斉藤暁
- 堀川公雄：矢島健一
- 冬木紘子：平山あや
- 倉本可奈子：朝加真由美
- 間宮敦子：伊佐山ひろ子
- 藤巻智子：原日出子
- 大谷聡：木下ほうか
- 滝川刑事：伊藤正之
- 鳥羽刑事：大鷹明良
- 黒木刑事：宇納佑
- 佃刑事：八十田勇一
- 麻生ひとみ：瀬戸早妃
- 三沢：山崎裕太
- 宇喜多義一：藤木孝
- 桧原新一：石井正則
- 青嶋記者：田中哲司
- 桑江高明：松重豊
- 秋吉佐和子：戸田菜穂
- 不破義仁：西村雅彦
- 不破静江：余貴美子

### スタッフ
- 監督：水谷俊之
- 原作：横山秀夫
- 音楽：窪田ミナ
- 脚本：渡邉睦月
- 演出補：高野敏幸　柿田裕左　畑中みゆき